# Eleição municipal de Campina Grande em 2000
A eleição municipal de 2000 em Campina Grande, assim como nas demais cidades brasileiras, ocorreu em 1 de outubro de 1996 para eleger um prefeito, um vice-prefeito e 21 vereadores.
Ao contrário da eleição anterior, apenas três candidatos disputaram a prefeitura de Campina Grande. Cássio Cunha Lima e Enivaldo Ribeiro foram os mais votados (repetindo a situação do pleito de 1996), e o candidato do PMDB superou com folga o representante do PPB, recebendo 122.718 votos (71,35%), contra apenas 36.727 de Enivaldo (21,36%). O resultado garantiu a reeleição de Cássio Cunha Lima já no primeiro turno - foi a terceira vitória do atual senador em eleições municipais, tendo as outras ocorrido em 1988 e 1996. Vital do Rêgo Filho, do PDT, foi o candidato menos votado, com 12.538 votos. Foi, até 2016, a última eleição municipal em Campina Grande que não teve segundo turno.
Com a sua reeleição, Cássio Cunha Lima iria governar a cidade pelo período de 1º de janeiro de 2001 a 31 de dezembro de 2004. Entretanto, renunciou ao cargo em abril de 2002 para ser candidato ao governo da Paraíba. Cozete Barbosa (PT), sua vice, assumiu a prefeitura e concluiu o restante do mandato.
Entre os vereadores, Manoel Ludgério foi o candidato mais votado, com 5.335 votos. O PMDB foi, pela quinta vez consecutiva, o partido que elegeu o maior número de vereadores (8 candidatos), seguido por PDT, PPB,e PL, que elegeram 2 vereadores cada, enquanto PRP, PFL, PT,  PSL, PTB, PV e PST elegeram um vereador.

## Candidatos a prefeito
|  | Nº | Candidato(a) a prefeito | Candidato(a) a prefeito                                 | Candidato(a) a vice-prefeito | Candidato(a) a vice-prefeito                                   | Coligação |
|  | -- | ----------------------- | ------------------------------------------------------- | ---------------------------- | -------------------------------------------------------------- | --- |
|  | 15 |                         | Cássio Cunha Lima (PMDB) Cássio Rodrigues da Cunha Lima |                              | Cozete Barbosa (PT) Cozete Barbosa Loureiro Garcia de Medeiros | "Coligação Democrática Campinense" - Partido do Movimento Democrático Brasileiro (PMDB) - Partido Trabalhista Brasileiro (PTB) - Partido Comunista do Brasil (PCdoB) - Partido Renovador Trabalhista Brasileiro (PRTB) - Partido dos Trabalhadores (PT) - Partido Socialista Brasileiro (PSB) - Partido Social Liberal (PSL) - Partido da Mobilização Nacional (PMN) - Partido Verde (PV) - Partido Popular Socialista (PPS) - Partido Geral dos Trabalhadores (PGT) - Partido Republicano Progressista (PRP) - Partido da Social Democracia Brasileira (PSDB) - Partido da Reconstrução Nacional (PRN) - Partido Liberal (PL) - Partido Social Cristão (PSC) |
|  | 11 |                         | Enivaldo Ribeiro (PPB) Enivaldo Ribeiro                 |                              | Álvaro Neto (PFL) Álvaro Gaudêncio Neto                        | "Campina Agora Tem Futuro" - Partido Progressista Brasileiro (PPB) - Partido da Frente Liberal (PFL) |
|  | 12 |                         | Vital do Rêgo Filho (PDT) Vital do Rêgo Filho           |                              | Tico Lira (PDT) Francisco Dantas Lira                          | "Campina, Grande Para Todos" - Partido Democrático Trabalhista (PDT) - Partido Social Democrata Cristão (PSDC) - Partido Humanista da Solidariedade (PHS) - Partido Social Democrático (PSD) - Partido Social Trabalhista (PST) - Partido Trabalhista Nacional (PTN) - Partido dos Aposentados da Nação (PAN) - Partido Trabalhista do Brasil (PTdoB) |

## Coligações proporcionais
| Coligação                          | Partidos                |
| ---------------------------------- | ----------------------- |
| Coligação Democrata Campinense     | PMDB, PTB, PCdoB e PRTB |
| União Social Progressista          | PSDB, PPS, PRP e PGT    |
| Coligação Democrática e Popular    | PT e PSB                |
| Frente de Renovação Liberal Cristã | PL, PRN e PSC           |
| Coligação Alternativa Social       | PMN, PSL e PV           |
| Campina Agora tem Futuro           | PPB e PFL               |
| Coligação Trabalhista Social       | PST e PHS               |
| Viva Campina                       | PTN e PSDC              |
| Sem coligação                      | PDT                     |

### Candidatos a vereador[2]
| Nº    | Candidato                  | Partido | Coligação                          | Situação   |
| 33602 | Abdias Alves               | PMN     | Coligação Alternativa Social       | Indeferido |
| 11678 | Ademir Bazílio             | PPB     | Campina Agora tem Futuro           | Deferido   |
| 18111 | Aderso Brandão             | PST     | Coligação Trabalhista Social       | Deferido   |
| 12777 | Adilson Lira               | PDT     | PDT                                | Deferido   |
| 18618 | Afonso Souto               | PST     | Coligação Trabalhista Social       | Deferido   |
| 44610 | Aladim                     | PRP     | União Social Progressista          | Deferido   |
| 14632 | Alberto Agra               | PTB     | Coligação Democrata Campinense     | Deferido   |
| 17632 | Alberto Sabino             | PSL     | Coligação Alternativa Social       | Deferido   |
| 11000 | Alcindor Villarim          | PPB     | Campina Agora tem Futuro           | Deferido   |
| 36013 | Almeida                    | PRN     | Frente de Renovação Liberal Cristã | Deferido   |
| 22245 | Aluizio Aragão             | PL      | Frente de Renovação Liberal Cristã | Deferido   |
| 27723 | Aluizio Dias               | PSDC    | Viva Campina                       | Indeferido |
| 20333 | Ana Benévolo               | PSC     | Frente de Renovação Liberal Cristã | Deferido   |
| 25333 | Ananias Santos             | PFL     | Campina Agora tem Futuro           | Deferido   |
| 19222 | Anchieta da CELB           | PTN     | Viva Campina                       | Deferido   |
| 33622 | Antonio Cariri             | PMN     | Coligação Alternativa Social       | Deferido   |
| 27727 | Antonio Carlos             | PSDC    | Viva Campina                       | Deferido   |
| 22331 | Antonio Medeiros           | PL      | Frente de Renovação Liberal Cristã | Deferido   |
| 13678 | Antonio Pereira            | PT      | Coligação Democrática e Popular    | Deferido   |
| 27787 | Araújo Júnior              | PSDC    | Viva Campina                       | Deferido   |
| 23120 | Ari                        | PPS     | União Social Progressista          | Deferido   |
| 23333 | Assis                      | PPS     | União Social Progressista          | Deferido   |
| 12666 | Arlindo Almeida            | PDT     | PDT                                | Deferido   |
| 18650 | Arlindo do Táxi            | PST     | Coligação Trabalhista Social       | Deferido   |
| 15665 | Aroldo Rodrigues           | PMDB    | Coligação Democrata Campinense     | Deferido   |
| 13650 | Belarmino                  | PT      | Coligação Democrática e Popular    | Indeferido |
| 40123 | Bira                       | PSB     | Coligação Democrática e Popular    | Deferido   |
| 33605 | Boqueirão Mototáxi         | PMN     | Coligação Alternativa Social       | Deferido   |
| 25611 | Bruno Gaudêncio            | PFL     | Campina Agora tem Futuro           | Deferido   |
| 19612 | Cabo Martins               | PTN     | Viva Campina                       | Deferido   |
| 19999 | Caiçara                    | PTN     | Viva Campina                       | Deferido   |
| 18688 | Carlinhos do Cartório      | PST     | Coligação Trabalhista Social       | Deferido   |
| 17617 | Carlos das Malvinas        | PSL     | Coligação Alternativa Social       | Deferido   |
| 18622 | Cecília Deodato            | PST     | Coligação Trabalhista Social       | Deferido   |
| 44606 | Celso                      | PRP     | União Social Progressista          | Deferido   |
| 13333 | Chicão                     | PT      | Coligação Democrática e Popular    | Deferido   |
| 45111 | Chico Alemão               | PSDB    | União Social Progressista          | Deferido   |
| 27788 | Chico Baixinho             | PSDC    | Viva Campina                       | Deferido   |
| 22101 | Chico Queiroga             | PL      | Frente de Renovação Liberal Cristã | Deferido   |
| 27713 | Chico da Tocha             | PSDC    | Viva Campina                       | Deferido   |
| 11234 | China                      | PPB     | Campina Agora tem Futuro           | Deferido   |
| 36123 | Cláudio Brandão            | PRN     | Frente de Renovação Liberal Cristã | Deferido   |
| 13654 | Conceição Mesquita         | PT      | Coligação Democrática e Popular    | Deferido   |
| 23222 | Cunha                      | PPS     | União Social Progressista          | Deferido   |
| 12111 | Dadau                      | PDT     | PDT                                | Deferido   |
| 33633 | Damião Fiscal              | PMN     | Coligação Alternativa Social       | Deferido   |
| 19234 | Damião da Maçã             | PTN     | Viva Campina                       | Deferido   |
| 27790 | Dão                        | PSDC    | Viva Campina                       | Deferido   |
| 22677 | Déa Cruz                   | PL      | Frente de Renovação Liberal Cristã | Deferido   |
| 43666 | Dedinho                    | PV      | Coligação Alternativa Social       | Deferido   |
| 17630 | Delegado                   | PSL     | Coligação Alternativa Social       | Deferido   |
| 44667 | Demétrius Barbosa          | PRP     | União Social Progressista          | Deferido   |
| 22111 | Deusinha                   | PL      | Frente de Renovação Liberal Cristã | Deferido   |
| 36125 | Dino                       | PRN     | Frente de Renovação Liberal Cristã | Deferido   |
| 40852 | Djalma                     | PSB     | Coligação Democrática e Popular    | Deferido   |
| 22777 | Dr. Haroldo                | PL      | Frente de Renovação Liberal Cristã | Deferido   |
| 15622 | Dr. Fausto Teixeira        | PMDB    | Coligação Democrata Campinense     | Deferido   |
| 14611 | Dr. Idevaldo               | PTB     | Coligação Democrata Campinense     | Deferido   |
| 11222 | Dr. Jairo Sales            | PPB     | Campina Agora tem Futuro           | Deferido   |
| 22222 | Dr. João Leite             | PL      | Frente de Renovação Liberal Cristã | Deferido   |
| 12369 | Dr. Marçal                 | PDT     | PDT                                | Deferido   |
| 15677 | Dr. Marcus Morais          | PMDB    | Coligação Democrata Campinense     | Deferido   |
| 17612 | Dr. Mariano                | PSL     | Coligação Alternativa Social       | Deferido   |
| 33600 | Dr. Nunes                  | PMN     | Coligação Alternativa Social       | Deferido   |
| 12333 | Dr. Olímpio                | PDT     | PDT                                | Deferido   |
| 12112 | Dr. Ramos                  | PDT     | PDT                                | Deferido   |
| 20113 | Dr. Simonal                | PSC     | Frente de Renovação Liberal Cristã | Deferido   |
| 40789 | Dra. Ana Mangueira         | PSB     | Coligação Democrática e Popular    | Deferido   |
| 20123 | Dra. Fátima Feliciano      | PSC     | Frente de Renovação Liberal Cristã | Deferido   |
| 22122 | Dra. Márcia                | PL      | Frente de Renovação Liberal Cristã | Deferido   |
| 40258 | Dra. Maria José            | PSB     | Coligação Democrática e Popular    | Deferido   |
| 13567 | Ederaldo                   | PT      | Coligação Democrática e Popular    | Deferido   |
| 13213 | Edgard Malagodi            | PT      | Coligação Democrática e Popular    | Deferido   |
| 13613 | Edier                      | PT      | Coligação Democrática e Popular    | Deferido   |
| 23111 | Edjânio                    | PPS     | União Social Progressista          | Indeferido |
| 27780 | Edmilson                   | PSDC    | Viva Campina                       | Deferido   |
| 43333 | Edmundo Cabral             | PV      | Coligação Alternativa Social       | Deferido   |
| 22344 | Edson Alves                | PL      | Frente de Renovação Liberal Cristã | Deferido   |
| 13720 | Eguinaldo                  | PT      | Coligação Democrática e Popular    | Deferido   |
| 23123 | Elen Guedes                | PPS     | União Social Progressista          | Indeferido |
| 45678 | Elenildo                   | PSDB    | União Social Progressista          | Deferido   |
| 30677 | Eliane Trevas              | PGT     | União Social Progressista          | Indeferido |
| 11122 | Elias Marques              | PPB     | Campina Agora tem Futuro           | Deferido   |
| 22123 | Enfermeiro França          | PL      | Frente de Renovação Liberal Cristã | Deferido   |
| 17654 | Eraldo Minervino           | PSL     | Coligação Alternativa Social       | Deferido   |
| 22321 | Erick Veras                | PL      | Frente de Renovação Liberal Cristã | Deferido   |
| 43500 | Érico Lucena               | PV      | Coligação Alternativa Social       | Deferido   |
| 18657 | Euda Beltrão               | PST     | Coligação Trabalhista Social       | Deferido   |
| 18611 | Evaldo de Castro           | PST     | Coligação Trabalhista Social       | Deferido   |
| 15611 | Evilásio Junqueira         | PMDB    | Coligação Democrata Campinense     | Deferido   |
| 30645 | Fabiana Pereira            | PGT     | União Social Progressista          | Deferido   |
| 15222 | Fábio Nogueira             | PMDB    | Coligação Democrata Campinense     | Deferido   |
| 22999 | Fátima Silva               | PL      | Frente de Renovação Liberal Cristã | Deferido   |
| 15333 | Fechine                    | PMDB    | Coligação Democrata Campinense     | Deferido   |
| 11555 | Fernando Cabral            | PPB     | Campina Agora tem Futuro           | Deferido   |
| 44655 | Fernando Carvalho          | PRP     | União Social Progressista          | Deferido   |
| 18656 | Fernando Oliveira          | PST     | Coligação Trabalhista Social       | Deferido   |
| 44630 | Fernando Terremoto         | PRP     | União Social Progressista          | Deferido   |
| 11311 | Filomeno                   | PPB     | Campina Agora tem Futuro           | Deferido   |
| 15444 | Flávio Menezes             | PMDB    | Coligação Democrata Campinense     | Deferido   |
| 44633 | Francisca                  | PRP     | União Social Progressista          | Deferido   |
| 18666 | Fuba do Radiador           | PST     | Coligação Trabalhista Social       | Deferido   |
| 44699 | Gavião                     | PRP     | União Social Progressista          | Deferido   |
| 15612 | Gealanza                   | PMDB    | Coligação Democrata Campinense     | Deferido   |
| 33677 | Genival Lacerda Filho      | PMN     | Coligação Alternativa Social       | Deferido   |
| 11199 | Geraldinho                 | PPB     | Campina Agora tem Futuro           | Deferido   |
| 25000 | Geraldo José da Silva      | PFL     | Campina Agora tem Futuro           | Deferido   |
| 15005 | Gercina Maria              | PMDB    | Coligação Democrata Campinense     | Deferido   |
| 18888 | Germano Almeida            | PST     | Coligação Trabalhista Social       | Deferido   |
| 45145 | Germano Cruz               | PSDB    | União Social Progressista          | Deferido   |
| 43456 | Gil Lopes                  | PV      | Coligação Alternativa Social       | Deferido   |
| 12110 | Gilberto Bicicletas        | PDT     | PDT                                | Indeferido |
| 23333 | Gilberto Maracajá          | PPS     | União Social Progressista          | Deferido   |
| 11123 | Gilbran Asfora             | PPB     | Campina Agora tem Futuro           | Deferido   |
| 43103 | Gildásio Pinheiro          | PV      | Coligação Alternativa Social       | Deferido   |
| 20321 | Gisinaldo Lopes            | PSC     | Frente de Renovação Liberal Cristã | Deferido   |
| 17663 | Gordo do Calçadão          | PSL     | Coligação Alternativa Social       | Deferido   |
| 36124 | Gri                        | PRN     | Frente de Renovação Liberal Cristã | Deferido   |
| 11111 | Guilherme Almeida          | PPB     | Campina Agora tem Futuro           | Deferido   |
| 23456 | Guimarães                  | PPS     | União Social Progressista          | Indeferido |
| 13622 | Gustavo Pontinelle         | PT      | Coligação Democrática e Popular    | Deferido   |
| 11011 | Hélio                      | PPB     | Campina Agora tem Futuro           | Deferido   |
| 33610 | Hélio Batista              | PMN     | Coligação Alternativa Social       | Deferido   |
| 23623 | Hermano Nepomuceno         | PPS     | União Social Progressista          | Deferido   |
| 33610 | Hélio Batista              | PMN     | Coligação Alternativa Social       | Deferido   |
| 19677 | Idafram                    | PTN     | Viva Campina                       | Deferido   |
| 30644 | Ilo                        | PGT     | União Social Progressista          | Deferido   |
| 18678 | Inácio Falcão              | PST     | Coligação Trabalhista Social       | Deferido   |
| 15654 | Inaciolina                 | PMDB    | Coligação Democrata Campinense     | Deferido   |
| 40467 | Irami                      | PSB     | Coligação Democrática e Popular    | Deferido   |
| 15111 | Iramir Barreto             | PMDB    | Coligação Democrata Campinense     | Deferido   |
| 20222 | Irmão David                | PSC     | Frente de Renovação Liberal Cristã | Deferido   |
| 18999 | Irmão Paulo                | PST     | Coligação Trabalhista Social       | Deferido   |
| 15888 | Ivan Batista               | PMDB    | Coligação Democrata Campinense     | Deferido   |
| 15651 | Ivan Cabral                | PMDB    | Coligação Democrata Campinense     | Deferido   |
| 45115 | Ivanilda Fernandes         | PSDB    | União Social Progressista          | Deferido   |
| 25456 | J. Sales                   | PFL     | Campina Agora tem Futuro           | Deferido   |
| 28111 | Jaceline Mendonça          | PRTB    | Coligação Democrata Campinense     | Deferido   |
| 15004 | Janaína Dantas             | PMDB    | Coligação Democrata Campinense     | Deferido   |
| 25669 | Jario de Souza             | PFL     | Campina Agora tem Futuro           | Deferido   |
| 25555 | Joacir Oliveira            | PFL     | Campina Agora tem Futuro           | Deferido   |
| 20621 | João Batista               | PSC     | Frente de Renovação Liberal Cristã | Deferido   |
| 23666 | João Batista Brunet        | PPS     | União Social Progressista          | Deferido   |
| 11142 | João Camilo                | PPB     | Campina Agora tem Futuro           | Deferido   |
| 27722 | João Manoel                | PSDC    | Viva Campina                       | Deferido   |
| 30651 | João Maria                 | PGT     | União Social Progressista          | Deferido   |
| 27766 | João Neto                  | PSDC    | Viva Campina                       | Deferido   |
| 17666 | Jonas do Pedregal          | PSL     | Coligação Alternativa Social       | Deferido   |
| 25111 | Jorge                      | PFL     | Campina Agora tem Futuro           | Deferido   |
| 11113 | Josa                       | PP      | Campina Agora tem Futuro           | Deferido   |
| 12000 | José Cavalcanti            | PDT     | PDT                                | Deferido   |
| 18644 | José Claudi                | PST     | Coligação Trabalhista Social       | Deferido   |
| 15321 | José Ivanil                | PMDB    | Coligação Democrata Campinense     | Deferido   |
| 12123 | José Nilton Barra Pesada   | PDT     | PDT                                | Deferido   |
| 22115 | Joseilson                  | PL      | Frente de Renovação Liberal Cristã | Deferido   |
| 30655 | Josélia Guedes             | PGT     | União Social Progressista          | Deferido   |
| 40222 | Joselma Lopes              | PSB     | Coligação Democrática e Popular    | Indeferido |
| 20120 | Josemar de Aquino          | PSC     | Frente de Renovação Liberal Cristã | Deferido   |
| 11444 | Júlio César                | PPB     | Campina Agora tem Futuro           | Deferido   |
| 22223 | Jurandir do Violão         | PL      | Frente de Renovação Liberal Cristã | Deferido   |
| 30612 | Kleber                     | PGT     | União Social Progressista          | Deferido   |
| 19333 | Laelson Patrício           | PTN     | Viva Campina                       | Deferido   |
| 15567 | Laura                      | PMDB    | Coligação Democrata Campinense     | Deferido   |
| 19444 | Léo                        | PTN     | Viva Campina                       | Deferido   |
| 19111 | Leunivan Bezerra           | PTN     | Viva Campina                       | Deferido   |
| 18123 | Linaldo da CELB            | PST     | Coligação Trabalhista Social       | Deferido   |
| 15456 | Lindaci Medeiros           | PMDB    | Coligação Democrata Campinense     | Deferido   |
| 22333 | Lourdes Costa              | PL      | Frente de Renovação Liberal Cristã | Deferido   |
| 19888 | Lúcia Cantora              | PTN     | Viva Campina                       | Deferido   |
| 22555 | Luciana Medeiros           | PL      | Frente de Renovação Liberal Cristã | Deferido   |
| 44660 | Luciete Gomes              | PRP     | União Social Progressista          | Deferido   |
| 40444 | Lucinei                    | PSB     | Coligação Democrática e Popular    | Deferido   |
| 27778 | Luiz Amâncio               | PSDC    | Viva Campina                       | Deferido   |
| 11110 | Luiz Guedes                | PPB     | Campina Agora tem Futuro           | Deferido   |
| 11013 | Luizinho Bola Cheia        | PPB     | Campina Agora tem Futuro           | Deferido   |
| 27777 | Lula da Cagepa             | PSDC    | Viva Campina                       | Deferido   |
| 27710 | Manoel Baixinho            | PSDC    | Viva Campina                       | Deferido   |
| 18630 | Manoel Izidro              | PST     | Coligação Trabalhista Social       | Deferido   |
| 15678 | Manoel Ludgério            | PMDB    | Coligação Democrata Campinense     | Deferido   |
| 19123 | Marcelino                  | PTN     | Viva Campina                       | Deferido   |
| 15155 | Marcelo Clementino         | PMDB    | Coligação Democrata Campinense     | Deferido   |
| 44622 | Marcelo Martins            | PRP     | União Social Progressista          | Deferido   |
| 27730 | Marcelo Santos             | PSDC    | Viva Campina                       | Deferido   |
| 12612 | Márcio Porto               | PDT     | PDT                                | Deferido   |
| 18777 | Marco do Táxi              | PST     | Coligação Trabalhista Social       | Deferido   |
| 30630 | Marcos Antonio da Silva    | PGT     | União Social Progressista          | Deferido   |
| 19619 | Marcos Araújo              | PTN     | Viva Campina                       | Deferido   |
| 33611 | Marcos Raia                | PMN     | Coligação Alternativa Social       | Deferido   |
| 20115 | Marcos Vidéo               | PSC     | Frente de Renovação Liberal Cristã | Deferido   |
| 15666 | Maria Barbosa              | PMDB    | Coligação Democrata Campinense     | Deferido   |
| 44634 | Maria José                 | PRP     | União Social Progressista          | Deferido   |
| 15123 | Marinaldo Cardoso          | PMDB    | Coligação Democrata Campinense     | Deferido   |
| 13013 | Mário Victor               | PT      | Coligação Democrática e Popular    | Deferido   |
| 22345 | Mário do Piu-Piu           | PL      | Frente de Renovação Liberal Cristã | Deferido   |
| 15003 | Marise                     | PMDB    | Coligação Democrata Campinense     | Indeferido |
| 12641 | Marlene Pequeno            | PDT     | PDT                                | Deferido   |
| 22272 | Marli                      | PL      | Frente de Renovação Liberal Cristã | Deferido   |
| 15999 | Milton Alves               | PMDB    | Coligação Democrata Campinense     | Deferido   |
| 43100 | Moisés Alves               | PV      | Coligação Alternativa Social       | Deferido   |
| 43743 | Mônica Tejo                | PV      | Coligação Alternativa Social       | Deferido   |
| 30699 | Monteiro da Cagepa         | PGT     | União Social Progressista          | Deferido   |
| 45555 | Murilo Cabral              | PSDB    | União Social Progressista          | Deferido   |
| 43123 | Negão do Café              | PV      | Coligação Alternativa Social       | Deferido   |
| 33699 | Neto Guedes                | PMN     | Coligação Alternativa Social       | Deferido   |
| 15007 | Neuza                      | PMDB    | Coligação Democrata Campinense     | Deferido   |
| 19630 | Nildo                      | PTN     | Viva Campina                       | Deferido   |
| 40013 | Nivaldo Mangueira          | PSB     | Coligação Democrática e Popular    | Deferido   |
| 23931 | Nixon Motta                | PPS     | União Social Progressista          | Deferido   |
| 40040 | Nonato                     | PSB     | Coligação Democrática e Popular    | Deferido   |
| 15613 | Olavo Rodrigues            | PMDB    | Coligação Democrata Campinense     | Deferido   |
| 25678 | Oliveira                   | PFL     | Campina Agora tem Futuro           | Deferido   |
| 12630 | Orlandino Farias           | PDT     | PDT                                | Deferido   |
| 17615 | Ornilo Lourenço            | PSL     | Coligação Alternativa Social       | Deferido   |
| 18613 | Oziran de Sena             | PST     | Coligação Trabalhista Social       | Deferido   |
| 22234 | Pastor Batista             | PL      | Frente de Renovação Liberal Cristã | Deferido   |
| 19555 | Pastor Cícero Simplício    | PTN     | Viva Campina                       | Deferido   |
| 15000 | Paulinho da Caranguejo     | PMDB    | Coligação Democrata Campinense     | Deferido   |
| 18620 | Paulinho de Santa Rosa     | PST     | Coligação Trabalhista Social       | Deferido   |
| 15789 | Paulinho do Alto Branco    | PMDB    | Coligação Democrata Campinense     | Deferido   |
| 36102 | Paulo Cavalcanti           | PRN     | Frente de Renovação Liberal Cristã | Deferido   |
| 18645 | Paulo Marinho              | PST     | Coligação Trabalhista Social       | Deferido   |
| 18640 | Paulo Roberto              | PST     | Coligação Trabalhista Social       | Deferido   |
| 15777 | Peba                       | PMDB    | Coligação Democrata Campinense     | Deferido   |
| 25698 | Peron                      | PFL     | Campina Agora tem Futuro           | Deferido   |
| 11666 | Pimentel Filho             | PPB     | Campina Agora tem Futuro           | Deferido   |
| 13603 | Pontes                     | PT      | Coligação Democrática e Popular    | Deferido   |
| 12160 | Professor Lugero           | PDT     | PDT                                | Deferido   |
| 17890 | Professor Miguel Rodrigues | PSL     | Coligação Alternativa Social       | Deferido   |
| 20111 | Professor Odenilson        | PSC     | Frente de Renovação Liberal Cristã | Deferido   |
| 22475 | Professor Roberto          | PL      | Frente de Renovação Liberal Cristã | Deferido   |
| 17657 | Professora Evarista        | PSL     | Coligação Alternativa Social       | Deferido   |
| 13456 | Raimundo do Sindicato      | PT      | Coligação Democrática e Popular    | Deferido   |
| 13789 | Ramiro Pinto               | PT      | Coligação Democrática e Popular    | Deferido   |
| 20223 | Ramos Enfermeiro do Povo   | PSC     | Frente de Renovação Liberal Cristã | Deferido   |
| 28000 | Renata Maia                | PRTB    | Coligação Democrata Campinense     | Deferido   |
| 18628 | Rivaildo Alves             | PST     | Coligação Trabalhista Social       | Deferido   |
| 15688 | Roberto                    | PMDB    | Coligação Democrata Campinense     | Deferido   |
| 22444 | Robson Arruda              | PL      | Frente de Renovação Liberal Cristã | Deferido   |
| 43222 | Rodrigo Mourão             | PV      | Coligação Alternativa Social       | Deferido   |
| 15666 | Romero Rodrigues           | PMDB    | Coligação Democrata Campinense     | Deferido   |
| 44611 | Rômulo                     | PRP     | União Social Progressista          | Deferido   |
| 18963 | Ronaldo Menezes            | PST     | Coligação Trabalhista Social       | Deferido   |
| 22456 | Rosa                       | PL      | Frente de Renovação Liberal Cristã | Deferido   |
| 31111 | Rosa Torreão               | PHS     | Coligação Trabalhista Social       | Deferido   |
| 19654 | Rosildo Alves              | PTN     | Viva Campina                       | Deferido   |
| 20349 | Salomé Venâncio            | PSC     | Frente de Renovação Liberal Cristã | Deferido   |
| 36122 | Sales                      | PRN     | Frente de Renovação Liberal Cristã | Indeferido |
| 45151 | Saraiva                    | PSDB    | União Social Progressista          | Deferido   |
| 18660 | Sargento Matias            | PST     | Coligação Trabalhista Social       | Deferido   |
| 44666 | Sargento Régis             | PRP     | União Social Progressista          | Deferido   |
| 14601 | Severino Baiano            | PTB     | Coligação Democrata Campinense     | Deferido   |
| 22666 | Severino Germano           | PL      | Frente de Renovação Liberal Cristã | Deferido   |
| 18699 | Socorro Oliveira           | PST     | Coligação Trabalhista Social       | Deferido   |
| 27775 | Solange Trindade           | PSDC    | Viva Campina                       | Deferido   |
| 43765 | Soldado Wallace            | PV      | Coligação Alternativa Social       | Deferido   |
| 15006 | Suênia                     | PMDB    | Coligação Democrata Campinense     | Deferido   |
| 33615 | Tarcizo                    | PMN     | Coligação Alternativa Social       | Deferido   |
| 15614 | Teles Albuquerque          | PMDB    | Coligação Democrata Campinense     | Deferido   |
| 19112 | Tenente Abenício           | PTN     | Viva Campina                       | Deferido   |
| 13698 | Terezinha                  | PT      | Coligação Democrática e Popular    | Deferido   |
| 44644 | Valadares                  | PRP     | União Social Progressista          | Deferido   |
| 65123 | Valtécio Brandão           | PCdoB   | Coligação Democrata Campinense     | Deferido   |
| 25444 | Vânia Leitão               | PFL     | Campina Agora tem Futuro           | Deferido   |
| 13123 | Vavá Capoeira              | PT      | Coligação Democrática e Popular    | Deferido   |
| 19661 | Vavá Tomé                  | PTN     | Viva Campina                       | Deferido   |
| 12345 | Veneziano                  | PDT     | PDT                                | Deferido   |
| 27760 | Vera                       | PSDC    | Viva Campina                       | Deferido   |
| 15234 | Vicente Gouveia            | PMDB    | Coligação Democrata Campinense     | Deferido   |
| 25123 | Vinícius                   | PFL     | Campina Agora tem Futuro           | Deferido   |
| 12222 | Walter Brito Neto          | PDT     | PDT                                | Deferido   |
| 27720 | Walter dos Santos          | PSDC    | Viva Campina                       | Indeferido |
| 44678 | Walter Vieira              | PRP     | União Social Progressista          | Deferido   |
| 19456 | Wilson                     | PTN     | Viva Campina                       | Deferido   |
| 36121 | Vladimir do Ó              | PRN     | Frente de Renovação Liberal Cristã | Deferido   |
| 14688 | Zé Cláudio                 | PTB     | Coligação Democrata Campinense     | Deferido   |
| 44621 | Zé Lima                    | PRP     | União Social Progressista          | Deferido   |
| 20100 | Zé da Iara                 | PSC     | Frente de Renovação Liberal Cristã | Deferido   |
| 17777 | Zeca Boca de Bacia         | PSL     | Coligação Alternativa Social       | Deferido   |

## Resultados
| Candidato(a)           | Candidato(a)              | Vice                   | 1º turno 1 de outubro de 2000 | 1º turno 1 de outubro de 2000 |
| Candidato(a)           | Candidato(a)              | Vice                   | Total                         | Porcentagem                   |
| ---------------------- | ------------------------- | ---------------------- | ----------------------------- | ----------------------------- |
|                        | Cássio Cunha Lima (PMDB)  | Cozete Barbosa (PT)    | 122.718                       | 71,36%                        |
|                        | Enivaldo Ribeiro (PPB)    | Álvaro Neto (PFL)      | 36.727                        | 21,35%                        |
|                        | Vital do Rêgo Filho (PDT) | Tico Lira (PDT)        | 12.538                        | 7,29%                         |
| Total de votos válidos | Total de votos válidos    | Total de votos válidos | 171.983                       | 93,08%                        |
| → Votos em branco      | → Votos em branco         | → Votos em branco      | 3.974                         | 2,15%                         |
| → Votos nulos          | → Votos nulos             | → Votos nulos          | 8.811                         | 4,77%                         |
| Total de votos         | Total de votos            | Total de votos         | 184.768                       | 100%                          |
| Abstenções             | Abstenções                | Abstenções             | 39.647                        | 17,67%                        |
| Comparecimento         | Comparecimento            | Comparecimento         | 184.768                       | 82,33%                        |
| Total de inscritos     | Total de inscritos        | Total de inscritos     | 224.415                       | 100%                          |

## Vereadores eleitos
| Candidato eleito          | Partido | Votação | Porcentagem | Cidade onde nasceu | Unidade federativa |
| Manoel Ludgério           | PMDB    | 5.335   | 3,36%       | Catolé do Rocha    | Paraíba            |
| Fábio Nogueira            | PMDB    | 5.211   | 3,28%       | Campina Grande     | Paraíba            |
| Romero Rodrigues          | PMDB    | 4.541   | 2,86%       | Campina Grande     | Paraíba            |
| Marinaldo Cardoso         | PMDB    | 3.638   | 2,07%       | Campina Grande     | Paraíba            |
| Veneziano                 | PDT     | 3.485   | 2,19%       | Campina Grande     | Paraíba            |
| Paulinho da Caranguejo    | PMDB    | 3.206   | 2,02%       | Campina Grande     | Paraíba            |
| Ivan Batista              | PMDB    | 3.180   | 2%          | Campina Grande     | Paraíba            |
| Pimentel Filho            | PPB     | 2.910   | 1,83%       | Campina Grande     | Paraíba            |
| Lindaci Medeiros          | PMDB    | 2.864   | 1,80%       | São Mamede         | Paraíba            |
| Guilherme Almeida         | PPB     | 2.609   | 1,64%       | Campina Grande     | Paraíba            |
| Zé Cláudio                | PTB     | 2.509   | 1,58%       | Campina Grande     | Paraíba            |
| Maria Barbosa             | PMDB    | 2.413   | 1,52%       | Campina Grande     | Paraíba            |
| Antonio Pereira           | PT      | 2.239   | 1,41%       | Campina Grande     | Paraíba            |
| Orlandino Farias          | PDT     | 2.218   | 1,40%       | Soledade           | Paraíba            |
| Bruno Gaudêncio           | PFL     | 2.098   | 1,32%       | Campina Grande     | Paraíba            |
| Dr. João Leite            | PL      | 2.038   | 1,28%       | Caruaru            | Pernambuco         |
| Pastor Batista            | PL      | 2.000   | 1,26%       | Tabatinga          | Amazonas           |
| Inácio Falcão             | PST     | 1.826   | 1,15%       | Campina Grande     | Paraíba            |
| Negão do Café             | PV      | 1.611   | 1,01%       | Alagoa Nova        | Paraíba            |
| Fernando Carvalho         | PRP     | 1.515   | 0,95%       | Campina Grande     | Paraíba            |
| Cícero Andrade (Delegado) | PSL     | 1.338   | 0,84%       | Campina Grande     | Paraíba            |

## Aspectos da campanha
6 partidos fizeram sua estreia eleitoral em Campina Grande nestas eleições - 4 deles (PTdoB, PAN, PTN e PHS - que lançaram candidatos a vereador, ao contrário dos 2 primeiros), juntamente com o PSD (homônimo do PSD antigo), apoiaram a candidatura de Vital do Rêgo Filho à prefeitura municipal.
Entre os partidos que integraram a "Coligação Democrática Campinense", que reuniu o maior número de legendas (16 no total), PGT e PRTB também disputaram uma eleição municipal pela primeira vez. Ambos não tiveram desempenho expressivo nas urnas.
Dois partidos ficaram de fora da eleição municipal: o PRONA (que disputaria apenas o pleito de 2004) e o PCB (ausente desde a cisão em 1992 e que voltaria em 2008).
O candidato a vereador mais velho foi Severino Baiano, do PTB, então com 78 anos de idade. Já o mais novo foi Walter Brito Neto, do PDT, que completou 18 anos durante a campanha eleitoral.

## Links
- Resultado das Eleições de 2000 em Campina Grande ((em português))